# Бальгос, Мариано
Мариано Бальгос (Mariano Balgos; год рождения неизвестен — 18 ноября 1954) — деятель рабочего и коммунистического движения Филиппин, генеральный секретарь Коммунистической партии Филиппин (1944—1948).

## Биография
Сын плотника, участвовавшего в Филиппинской революции 1896 года. По специальности — рабочий-наборщик, работал на ряд манильских газет. В 1917 году — один из лидеров профсоюза печатников. В 1920-х гг. играл видную роль в мелкобуржуазных националистических организациях «Братство Мабини» и «Танггулан», был близок к Аглипаянской церкви. Позже перешёл на позиции марксистской идеологии и принял участие в создании компартии Филиппин (1930), войдя в первый состав её ЦК вместе с Гильермо Кападосия.
В годы японской оккупации Филиппин (декабрь 1941—1945) был заместителем начальника, затем (с 1944) — начальником политотдела антияпонской партизанской армии Хукбалахап.
После окончания Второй мировой войны — вице-председатель Конгресса рабочих организаций, генеральный секретарь ЦК компартии. Приоритетной считал легальную работу в пролетарской среде, однако к 1948 году согласился с новым партийным большинством, стоявшим за вооружённую борьбу в Хукбалахапском восстании. После выборов 1949 года ушёл в подполье и присоединился к отрядам Хукбалахап в регионе Бикол. С 1950 года — командующий соединением Армии освобождения страны в юго-восточной части острова Лусон.
Погиб в бою с правительственными войсками. Ответственным за его гибель считается будущий соратник диктатора Фердинанда Маркоса Томас Карингаль.